# Sovovití
Sovovití (Tytonidae) je jedna ze dvou čeledí náležející do řádu sov. Sesterskou skupinou, která je druhově početnější je čeleď puštíkovití. Jediným zástupcem sovovitých žijícím na území České republiky je sova pálená.

## Znaky
Hlavní znaky: Středně velké sovy s charakteristickým srdčitým závojem (23 až 53 cm, 180 až 1280 g). Oči relativně malé, přesto mají noční aktivitu. Velká hlava; tělo štíhlé, pro husté načechrané peří však vypadá zavalité. Nohy dlouhé, běháky opeřené, chodidla lysá, střední prst s hřebenitým drápem. Křídla široká, zaoblená, umožňují lehký a manévrovatelný let. Ocas kratší než nohy, na vnějších ručních letkách zářezy. Opeření na svrchní straně hnědé až zlatohnědé nebo šedé; spodek bílý. Samice bývají větší.. Většinou netažní. Hnízdní biologie: Hnízda ve stromových dutinách nebo i v budovách (hnízdní budky). Vejce: 4 až 7, bílá. Samice sedí 27 až 34 dnů; 1 nebo 2 hnízdění. Mláďata vzletná po 49 až 56 dnech. Potrava: Menší obratlovci, které chytají drápy a většinou celé polykají.

## Zástupci
do řádu sovovitých spadá:
- sova klínočelá (Phodilus badius)
- sova Prigoginova (Phodilus prigoginei)
- sova pálená (Tyto alba)
- sova zlatavá (Tyto aurantia)
- sova travní (Tyto capensis)
- sova šedolící (Tyto glaucops)
- sova celebeská (Tyto inexspectata)
- sova zlatočelá (Tyto longimembris)
- sova manuská (Tyto manusi)
- sova tečkovaná (Tyto multipunctata)
- sova černohnědá (Tyto nigrobrunnea)
- sova australská (Tyto novaehollandiae)
- sova Rosenbergova (Tyto rosenbergii)
- sova škrabošková (Tyto sorocula)
- sova madagaskarská (Tyto soumagnei)
- sova temná (Tyto tenebricosa)